# アイトシステム
株式会社アイトシステム（あいとしすてむ、英: AITO SYSTEM LIMITED）は、京都府福知山市に本社を置き、情報処理に関するソフトウエアおよびハードウエアの研究・開発・販売を行っている日本の企業。
特に高齢者向けの見守りシステムや離床センサー等の製品開発を行い、高齢者の生活をサポートする取り組みを行っている。

## 概要
介護関連事業として、家屋内の見守りシステム、「きずな」の 開発を行う。認知症の早期発見を目的として、革新的イノベーション創出プログラムCOI-T（トライアル）に参画し、高齢化社会に向けて楽しく充実した生活を過ごせるシステムの構築を図る。

ホームセキュリティ商品としてドア開放通報システム「ルスナイ」の開発も行っている。

## 主要商品
- 見守りシステムきずな
  - トイレドアまたは風呂場ドアをセンサで監視、異常時にはメールで自動的に警報を発信することが可能。
  - きずなボタン。[4]

- 在宅向け外出確認（徘徊検知）システム
  - 被介護者の徘徊検出時に、介護者の携帯電話へ直接コール。

- 施設向け離床検知システム
  - 焦電センサを用いた離床検知システム。

- 施設向け浴室見守りシステム
  - ドップラセンサを用いた浴室での異常検知システム。

## 沿革
- 1973年12月	- 株式会社足立商会を設立。アルミ建具加工販売を開始
- 1982年 2月 - コンピューター部門開設
- 1986年 7月 - コンピューター部門を分離独立会社とする株式会社システムハウス福知山を設立
- 2008年11月	- 情報セキュリティ部門を分離独立会社とし株式会社アイトシステムを設立
- 2009年 3月 - セキュリティーショーにドア開放通報システム「ルスナイ」を出展
- 2013年 3月 - プライバシーマーク取得[認証番号：17001450(01)]

## 主な開発拠点
- 本社（京都府福知山市）
- 東京支社（東京都江東区）
- 横浜開発室（横浜市神奈川区）

## 提供番組（過去番組も含む）
- 徹子の部屋平成22年4月～6月毎週金曜日

## 関連会社
- 株式会社足立商会
- 株式会社システムハウス福知山

## 社会貢献活動
- 文部科学省「革新的イノベーション創出プログラム（COI STREAM）拠点」の事業においてCOI-T（トライアル）に参画